# 民間藝術

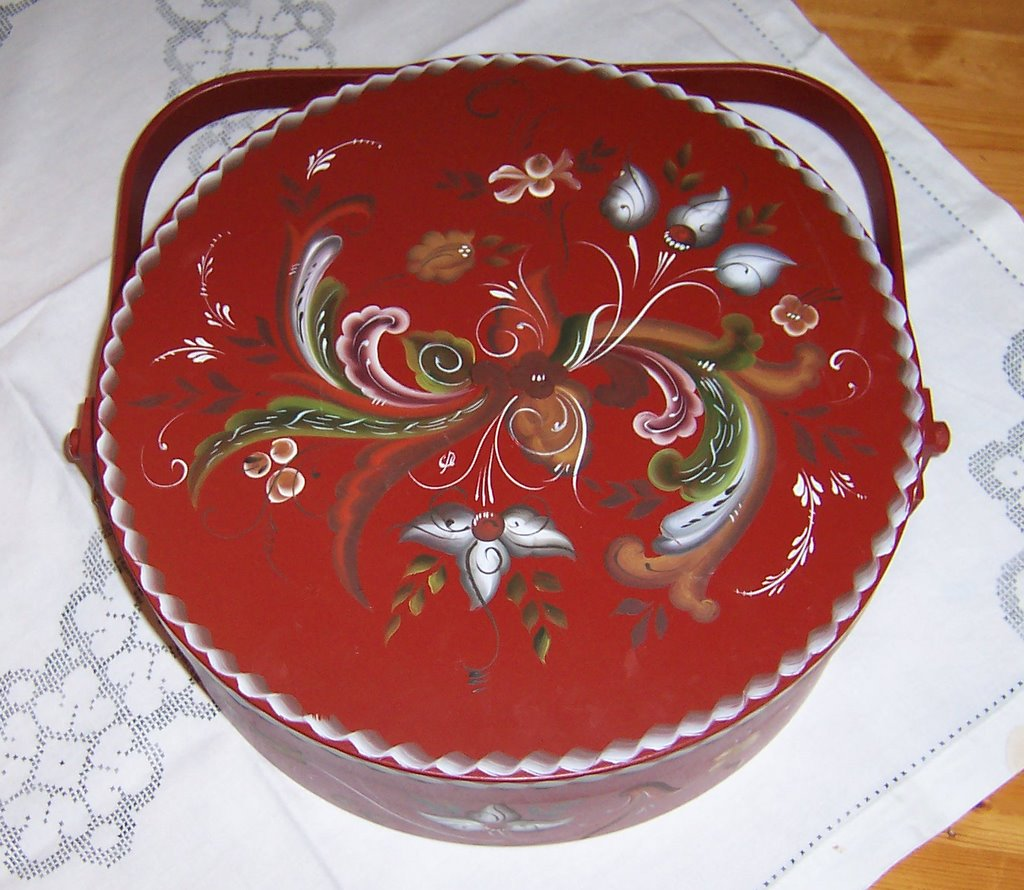
挪威民間藝術——樂斯梅林

民間藝術是藝術的一種。指的是與特定文化脈絡或社區密切關聯，受到傳統方法或原則引導而產出的藝術與手工藝術，包含繪畫、陶瓷、織品、雕塑與其他藝術形式。意義與手工藝有點接近，但比較偏向於純樸簡實的方向。從民間的意思來看，民間藝術意謂了升斗小民們日常生活中所做的創作。因此，鄉下大嬸的剪纸畫，鄰家大叔替小孩兒雕塑的小牛，街頭吸引小孩的拉洋片，都是此藝術類別的範圍。
民間藝術同時也可以稱為民間美術，但民間藝術的範圍較廣。美術這個字較為狹窄，著重在物品的發展。所以打陀螺的技巧可算是民間藝術，但陀螺本身的裝飾，形狀等，就算是民間美術之一
一般來說，民間藝術不同於「素人藝術」，即未經正式訓練的藝術家所創作的，但不一定與特定文化社區有黏著關係。該詞彙通常也不同於「非主流藝術」，該藝術特別迴避正統訓練的主線思想而進行創作或收藏。

與民間藝術相對的，是以傳統正規藝術教育承傳下來的方式創作的藝術作品，亦可稱之為正規藝術或主流藝術。

## 參看
- 民間歌謠
- 民間音樂
- 民藝

## 外部連結
1. ↑  藝術與建築索引典－民間藝術 的存檔，存档日期2011-12-08.於2011年3月31日查閱
2. ↑  同註一

永隆民間藝術 （页面存档备份，存于）